# Église Saint-Pierre de Brillac
Pour les articles homonymes, voir Église Saint-Pierre.
L'église Saint-Pierre est une église catholique située à Brillac, en France référencée au titre des monuments historiques en 20011. De style gothique, elle date de la fin du XIIe siècle, début du XIIIe. Elle est propriété de la commune.

## Localisation
L'église paroissiale Saint-Pierre est située dans le département français de la Charente, sur la commune de Brillac, territoire de Charente Limousine.
Elle est située au centre du bourg actuel et domine l'ensemble des bâtisses du village et la vallée de L'Issoire.
L'église était un des deux éléments centraux du noyau médiéval de Brillac appelé le « Fort », et faisait face à l'ancien château.
La place publique présente devant le portail d'entrée était autrefois un cimetière. Elle porte aujourd'hui son nom. Des bâtisses datant du Moyen Âge sont toujours présentes aux abords de l'église l'enserrant sur ses parties sud et ouest.

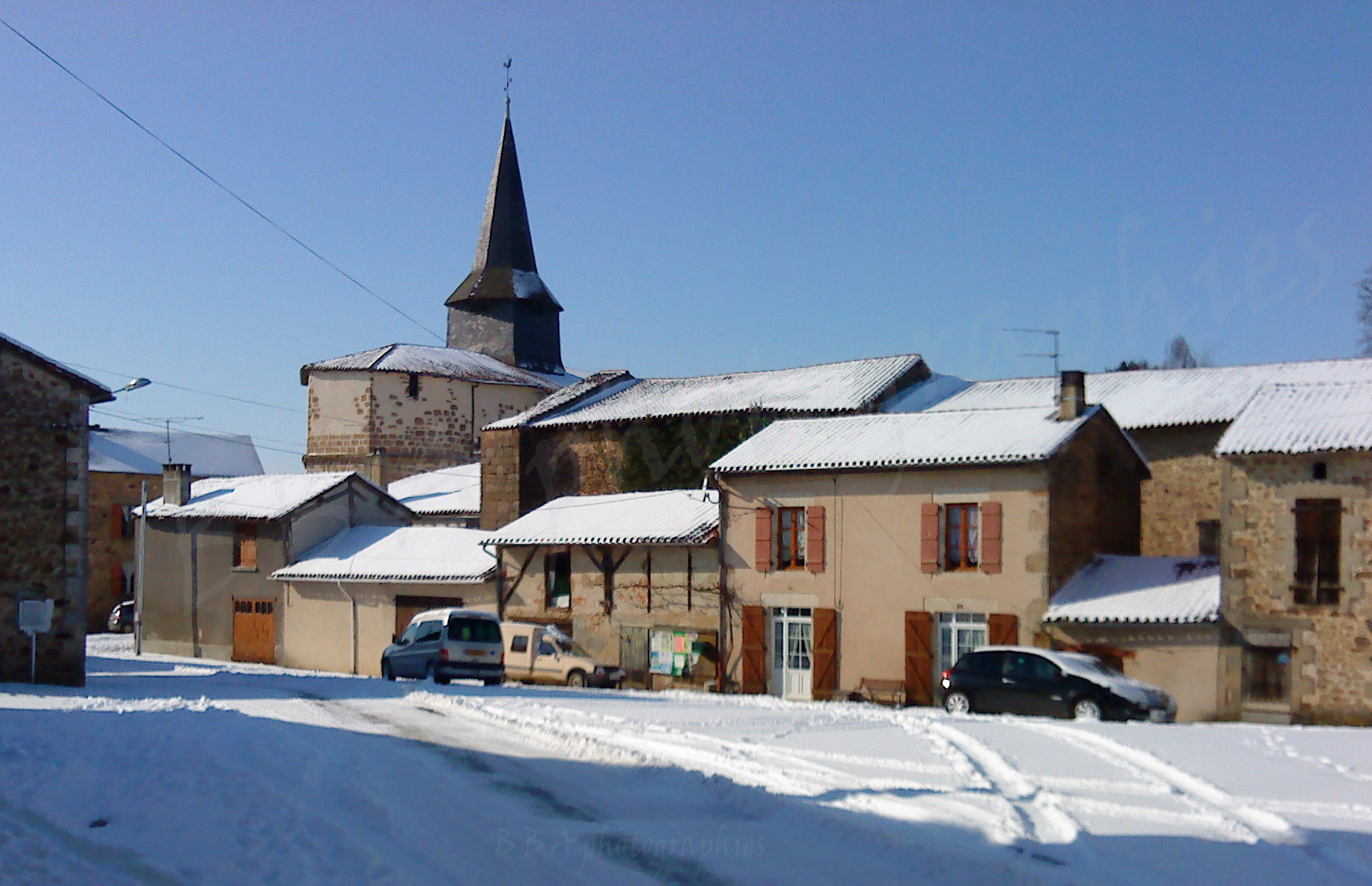
L'église domine le village de Brillac
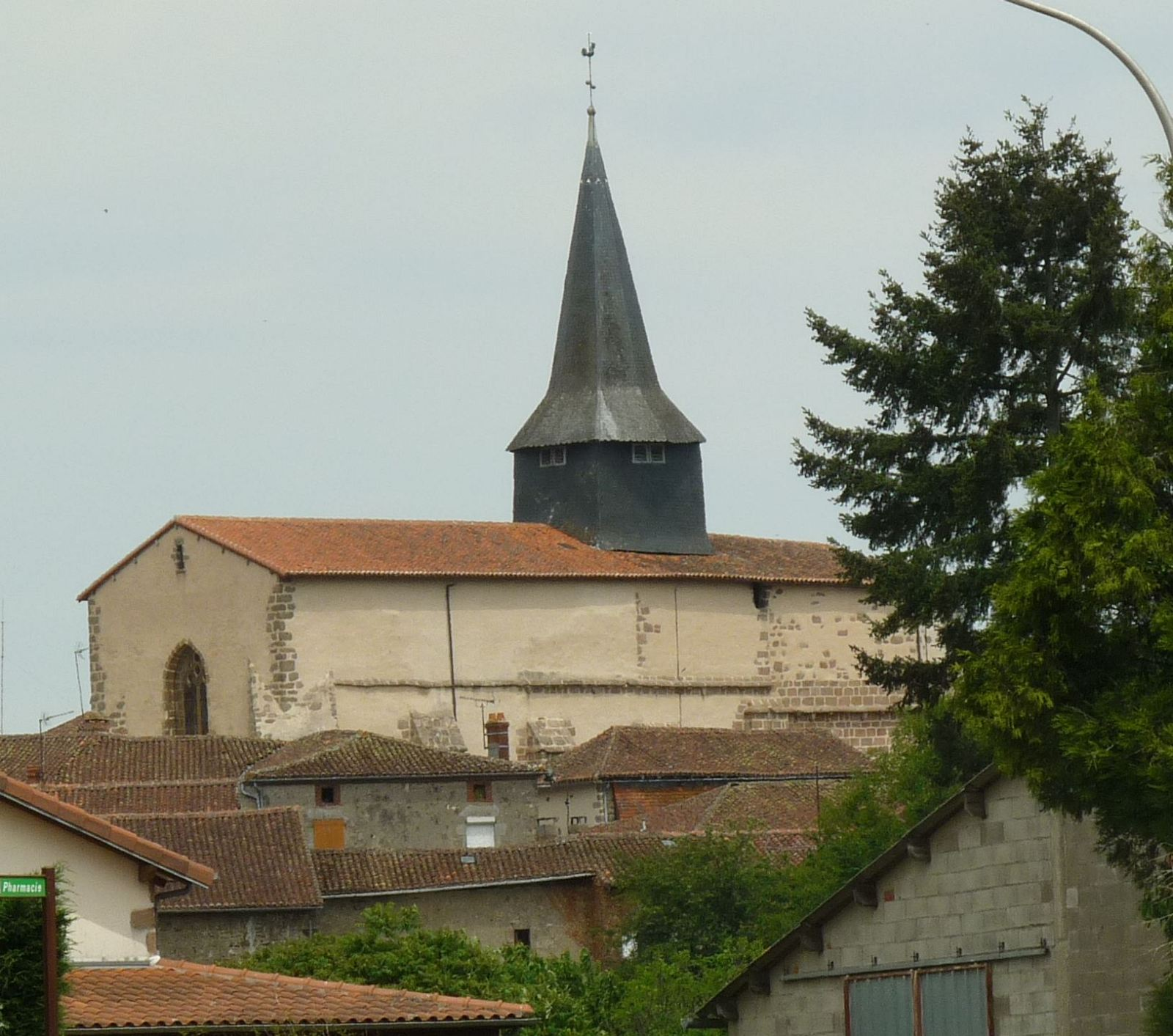

## Historique
De style gothique, l'église date de la fin du XIIe siècle, début du XIIIe.
Associée au comté de la Marche, territoire de transition entre les possessions des comtes du Poitou, d'Angoumois, du Limousin et ducs d'Aquitaine, et celles du roi de France, elle dépendait du diocèse de Limoges.
On y a honoré saint Pierre, saint Honoré, saint Eutrope, saint Sulpice et saint Mélèze. La vicairie perpétuelle était membre de l'ancien chapitre collégial de Brillac qui fut réuni à celui du Dorat vers 1400.
Elle a été restaurée de nombreuses fois tout au long de son histoire.
Le 8 février 1803, une description présente l'église en mauvais état, seules les parties les plus urgentes sont portées au budget de 1806. En 1866, des travaux de couverture au clocher sont exécutés sous les ordres de l'architecte A. Lemaire de Brillac. Occasionnant des dégâts, des travaux sont exécutés en 1867 au clocher et à la couverture de l'église.
La couverture et la charpente sont reprises en 1888 par François Maingaud et des travaux de maçonnerie sont exécutés en 1889 par Jean Dabzac, maçon à Brillac.
La sacristie est reconstruite en 1897. Trois vitraux sont installés en 1964.
L'édifice est inscrit au titre des monuments historiques  par arrêté du 21 mai 2001. Il est propriété de la commune. Plusieurs mois de travaux d'embellissement ont été nécessaires.
La place de l'église ainsi que les rues et ruelles jouxtant cet édifice ont elles aussi été l'œuvre d'un travail de remise en état et valorisation du site.

## Architecture

### Extérieur
Construite en pierre locale , le granit, elle se démarque à l'extérieur par ses roches sculptées autour de sa porte et ses nombreux corbeaux tout autour du bâtiment.
Édifiée selon un plan allongé comportant un vaisseau, on retrouve des murs enduits fait de moellons de granite en pierre de taille.
L'édifice est couvert par une toiture polygonale à longs pans recouverte de tuile creuses. Elle est surmontée d'une flèche polygonale (clocher) en ardoise.
Elle se distingue par la présence du clocher sur la troisième travée de la nef et son portail sur l'élévation nord.
La nef unique est composée de trois travées et un faux-carré de transept. Le mur ouest, appuyé sur des contreforts angulaires, est surmonté d'un pignon et percé d'une fenêtre à réseau. Des contreforts soutenant l'édifice correspondent également à chaque travée.
Le clocher situé sur la troisième travée de la nef, est constitué d'un bahut de plan carré recouvert d'une flèche de plan octogonal recouvert d'ardoise là où les archives du XIXe siècle indiquent des bardeaux. Il contient deux cloches dont le mécanisme de fonctionnement fut électrifié à la fin du XIXe siècle. Le cordage manuel est toujours en place.
Au nord, le portail d'entrée latéral est à cintre brisé. Il a six voussures, garnies de boudins sur colonnettes dont une creusée en cavet, décorée de boules. L'encadrement du portail, le chevet et les contreforts sont en pierre de taille.
La porte de la sacristie est située sur l'élévation sud du faux carré. Un doubleau sur colonne sépare le faux-carré de l'abside en cul-de-four à trois pans. Chaque pan de mur est percé d'une fenêtre fermée par un vitrail.

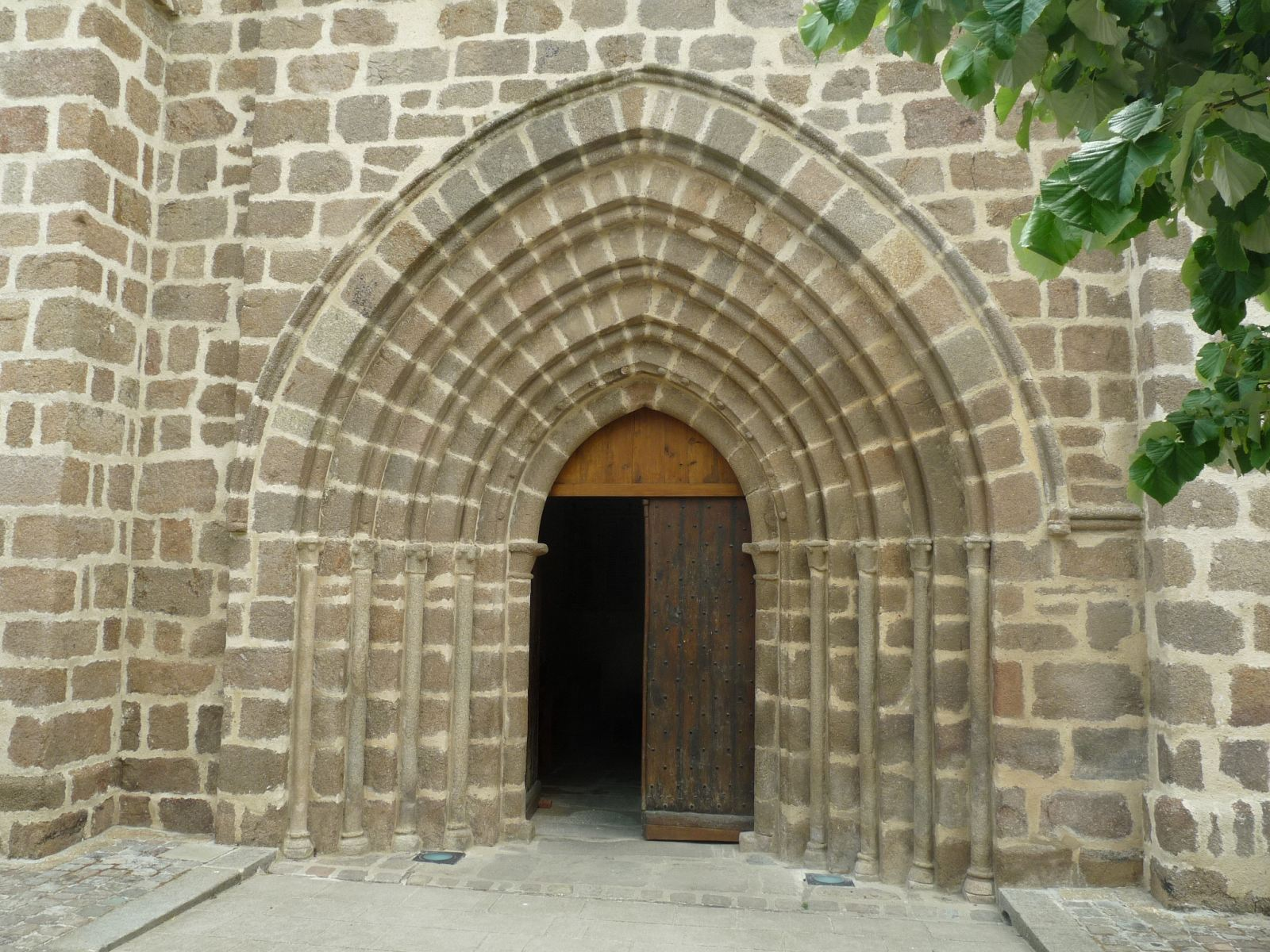
Portail gothique, façade nord
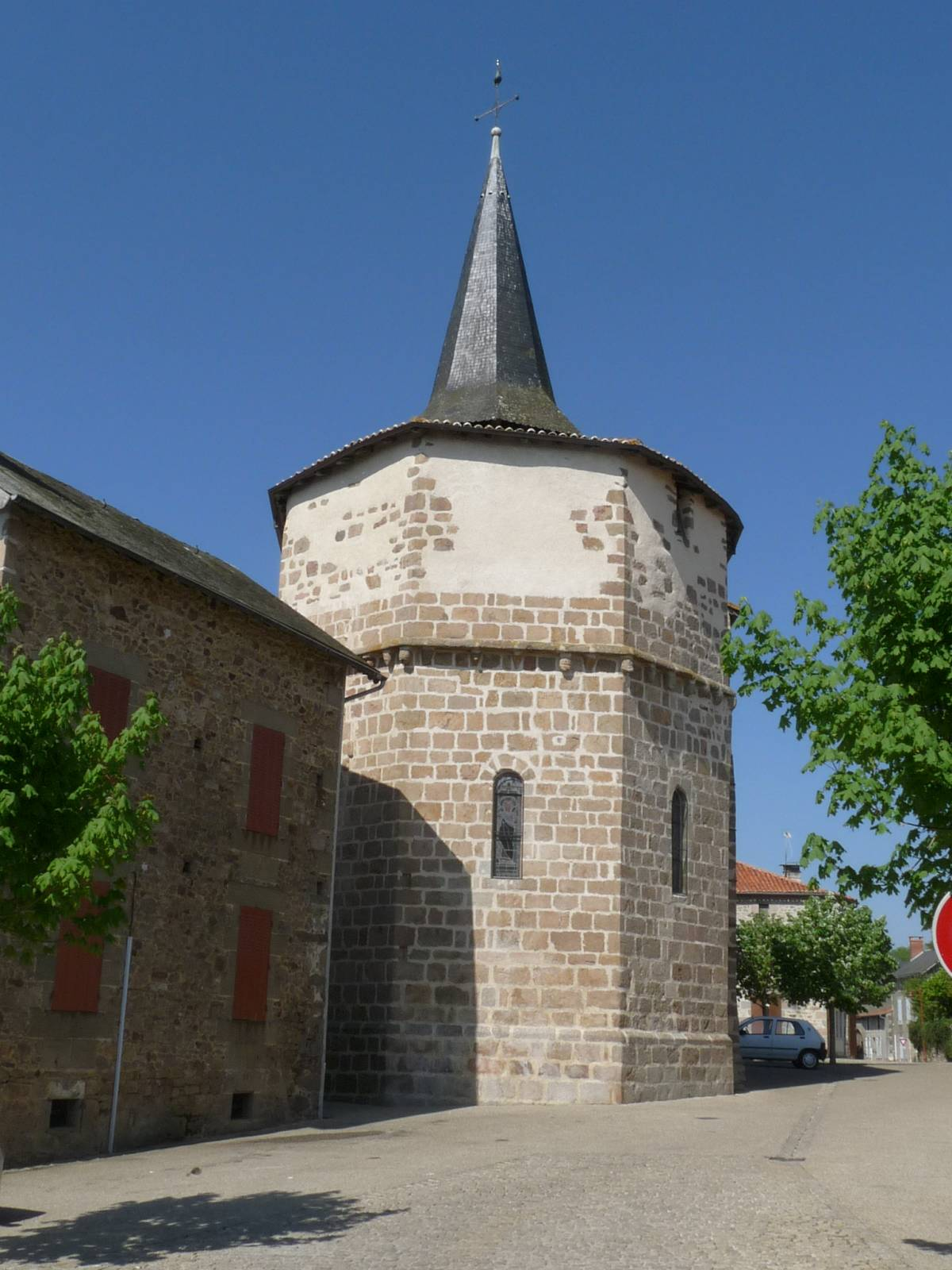
Abside
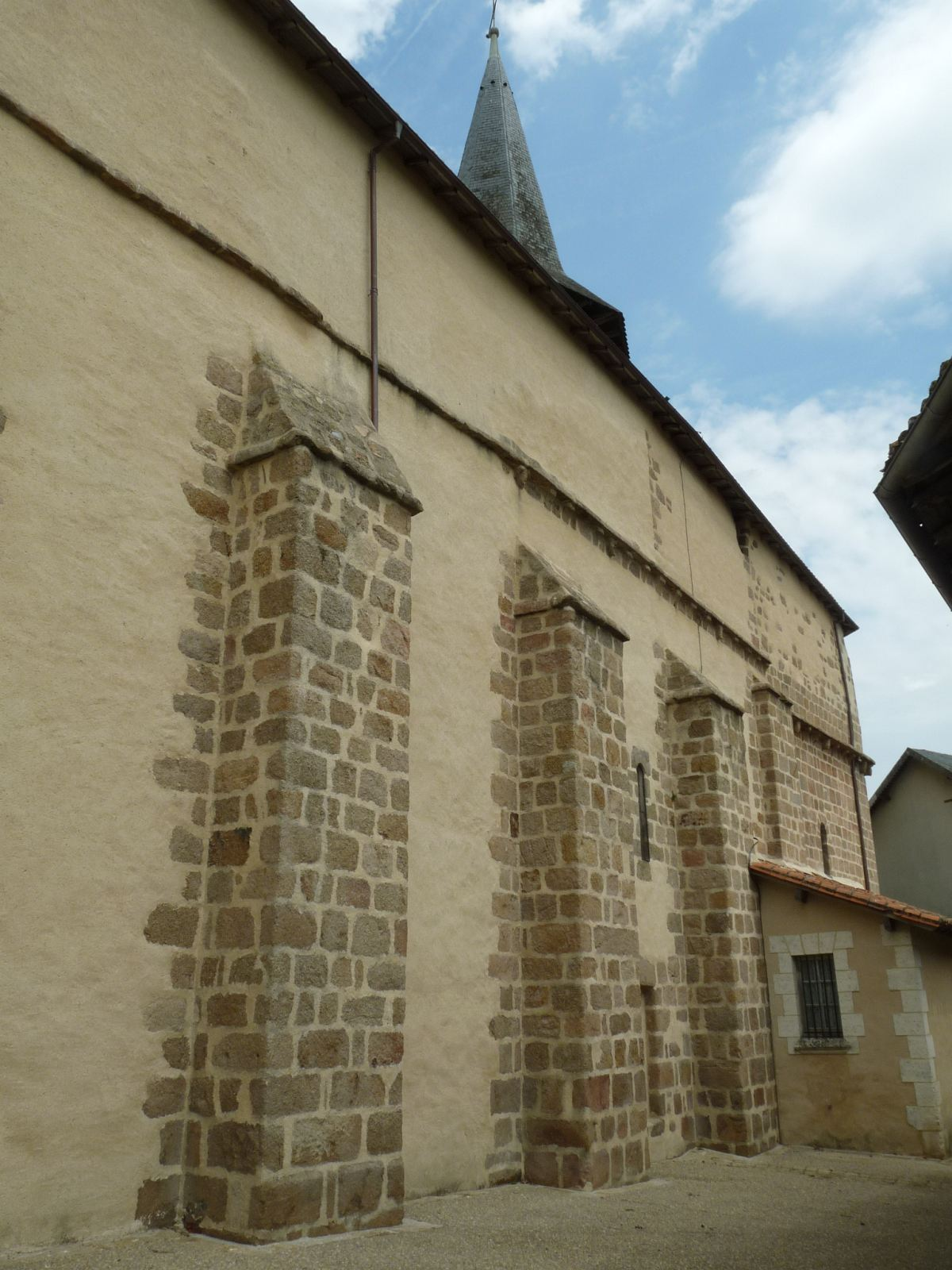
Contrefort sud
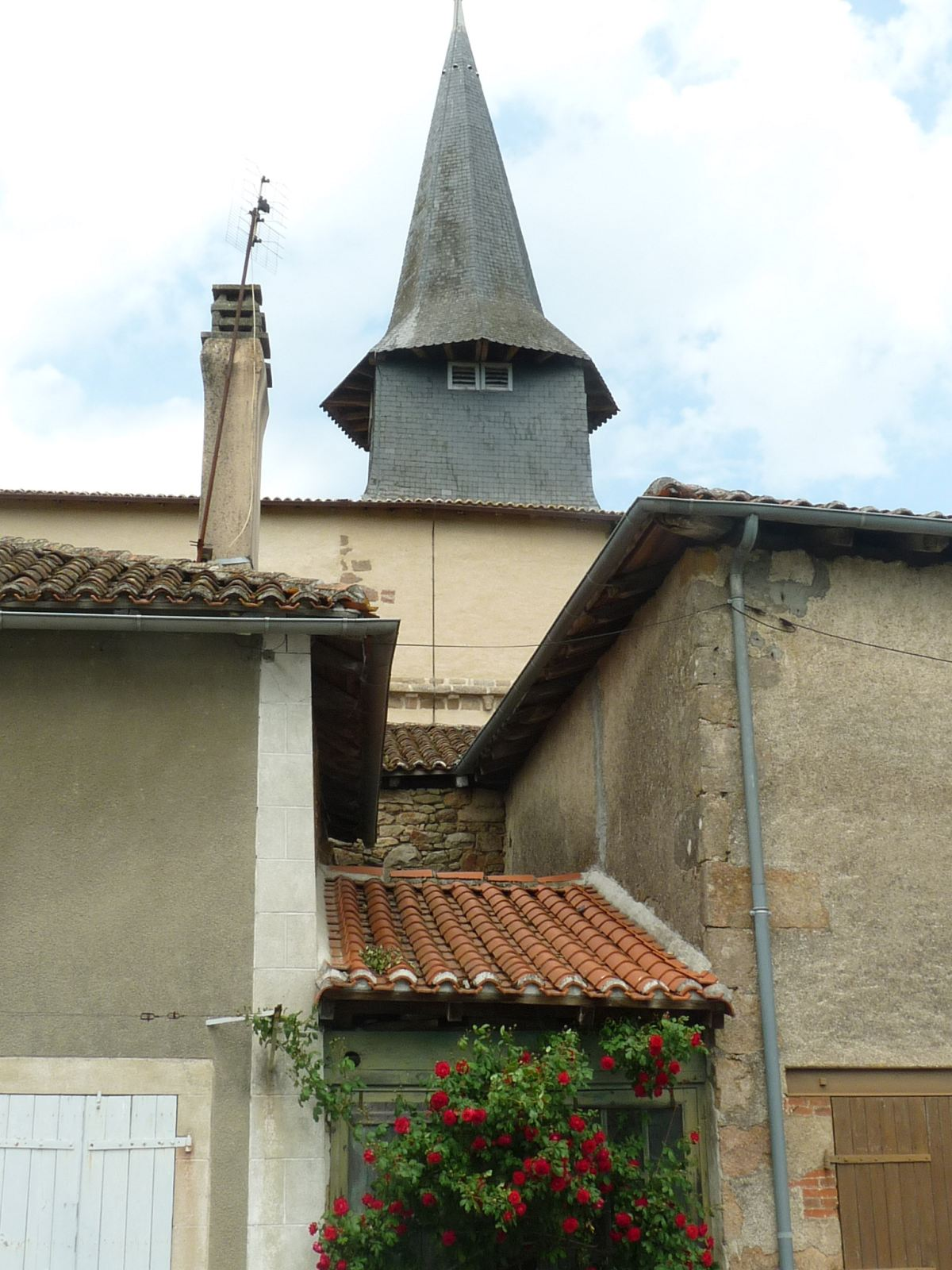
Clocher

### Intérieur
Les élévations intérieures, la voûte et le cul-de-four, sont recouvertes d'enduit. Un cordon en quart de rond court sous les voûtes. Le faux-carré et de l'abside sont en pierre de taille.
Les murs de la travée ouest présentent deux arcades. La nef est séparée du faux carré.
La voûte en berceau brisé est portée par des arcs doubleaux reposant sur des colonnes dosserets à rouleaux. Deux rouleaux du côté de la nef et un seul du côté Est. Ces colonnes reçoivent également les arcades aveugles des murs gouttereaux.
Le faux carré du transept est couvert d'un berceau brisé.
Les deux vitraux latéraux représentent deux saints, le vitrail oriental représente le Sacré-cœur.
En 1790 un état des lieux est dressé et fait paraître un état délabré de l'église, les murs, plafonds, charpentes, plancher et couverture menaçaient de ruine.
Le pavé de l´église fut relevé, les murs et la voûte de l´église  reblanchis, la sacristie  refaite à neuf, les vitraux réparés, le mobilier restauré et  quelques chevrons furent ajoutés du  clocher jusqu'à l´autel. Les portes de l´église et de la sacristie étaient en bon état.

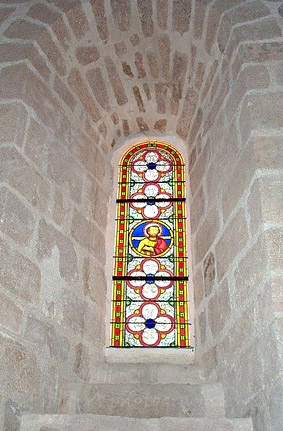
Vitraux
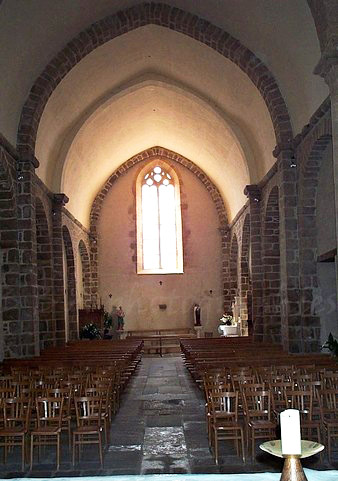
La nef
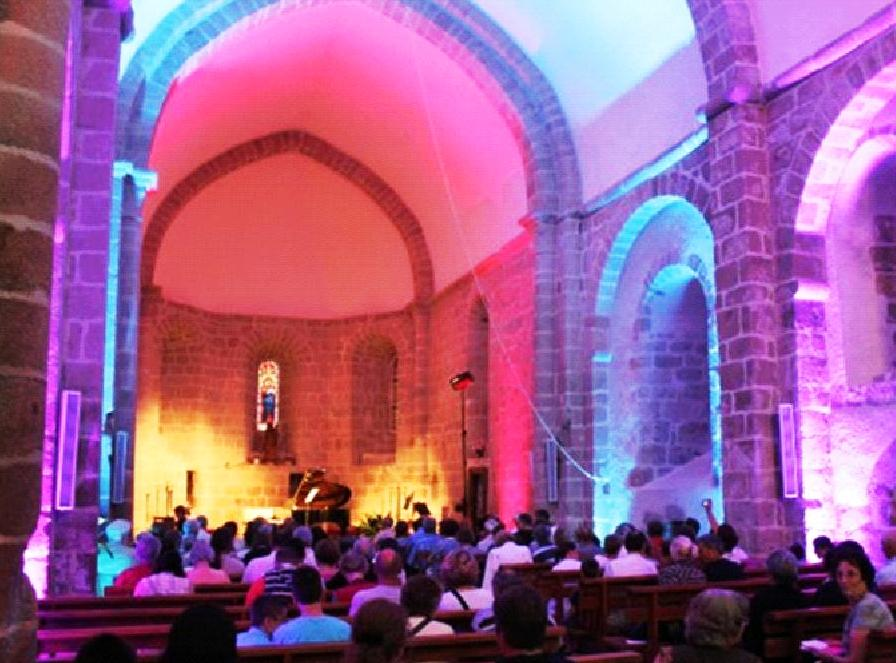
Nuits romanes, été 2012

## Mobilier
Le 19 juillet 1790 est établi un descriptif du mobilier de l'église Saint-Pierre.
Y apparaissent deux éléments distincts, l'autel de la Vierge et celui de saint Jean.
L´autel de la Vierge et son marchepied sont en bois peint. On y retrouve des petits chandeliers de cuivre, nappes et tapis brodés.
L´autel de Saint-Jean (l'autel-maître) est le plus fourni. Y sont référencés, des chandeliers en fer, un bénitier en cuivre, une écuelle d´étain pour faire la quête, 16 nappes d´autel, un tableau peint aux bois dorés, deux burettes à servir la messe. La table du maître autel est peinte et dorée. Il dispose d'un marchepied et de la chaire .
La tribune est accessible par un escalier et donne sur un plancher ou émerge une croix en bois.
Y sont mentionnés deux confessionnaux, disposant chacun de deux petits bancs et d´un petit grillage et des fonts baptismaux avec barreaux aux grilles et serrures.
Outre les éléments vestimentaires des religieux (dalmatique, aubes, chasuble, surplis, etc.), nappes et un tapis, on retrouve nombre de livres liturgiques catholiques tels que des missels, antiphonaire, graduel, processionnel, etc. On note la richesse de certains ouvrages comme un tabernacle  tapissé d'étoffe de soie, coton et argent et un ciboire en argent doré recouvert d'un voile en drap d'argent.
Sont notés également le mobilier, 11 bénitiers, un buffet et petite tablette en niche pour mettre les vases et ornements, un banc, un coffre, un petit pupitre.
Les éléments nécessaires aux célébrations sont composés essentiellement de chandeliers en cuivre et fer, clochette en métal, encensoir en cuivre avec sa navette, croix argentées ou cuivre, lampe en cuivre, lanterne en fer blanc.
La châsse des saintes reliques où reposent les reliques de saints Pierre, Mélisi, Luc et Jean-Baptiste est recensée et décrite. Elle est en bois avec les bords doré, le dedans en taffetas rose et coton. Sont ajoutés deux autres petits reliquaires sur pied et la coupe de saint Mélisi, en cuivre.
Au lendemain de la Révolution, un certain nombre d’œuvres et d'éléments ont été supprimés.
De nos jours, on retrouve dès l'entrée le bénitier ouvrant sur les nombreuses rangées de bancs en bois face à la nef. On distingue dans les murs plusieurs niches mentionnées en 1790 ainsi qu'une plaque commémorative des deux guerres mondiales. L'autel de la Vierge et saint Jean sont toujours bien distincts.
- L'autel de la Vierge est situé dans l'arrière de l’église (sous le vitrail ouest). Il est composé d'un autel en pierres sculptées, d'un confessionnal en bois et quelques représentations de la Vierge.
- L'autel Saint-Jean est formé d'une table en pierre de taille, par delà se trouvent la chaire et une sculpture en bois de la vierge, l'élément central de l'abside.

Nombre de ces objets mobiliers sont classés monuments historiques.

## Anecdote
L'église a accueilli pendant plusieurs décennies les pèlerins venus pour les ostensions qui se déroulaient lors de la fête de la Trinité.
À cette occasion jusqu’à 3 000 pèlerins (en 1883) venaient assister aux cérémonies réputées pour leur bienfaits contre les rhumatismes, fièvres tierces, paludéennes, incontinence d'urine et convulsions infantiles ou encore pour demander la pluie pour le bétail.
Ils devaient débourser 8 à 10 sous pour se faire représenter (en 1850) et munir des offrandes de cire, de laine ou d'argent au curé pour une lecture de l'évangile sur la tête du malade. Le curé était amené à se déplacer pour rencontrer les malades. Pour cela, il était muni d'une petite custode pour « porter le Bon Dieu »[réf. nécessaire].